# Малоземлин, Владимир Фёдорович
Владимир Фёдорович Малоземлин (род. 26 января 1956, Новокуйбышевск, Куйбышевская область) — советский легкоатлет, мастер спорта международного класса, экс-рекордсмен мира, СССР по лёгкой атлетике, участник летних Олимпийских игр 1980 года.

## Биография
В школьные годы занимался гандболом, лыжами и баскетболом. После окончания школы всерьёз занялся бегом.
В 1976 году ещё в статусе юниора выполнил норматив мастера спорта. Во время службы в армии дважды выиграл чемпионат Вооружённых Сил СССР.
В 1978 году стал чемпионом СССР в эстафете 4×800.
Его тренером был известный специалист — Валентин Райков. Под его руководством Владимир Малоземлин добился значительных успехов. Стал семикратным чемпионом СССР, обладателем кубка Европы. С 1975 по 1984 год входил в состав сборной СССР.
В 1979 году сборная СССР под руководством Валентина Райкова в составе Виктора Подоляко, Николая Кирова, Владимира Малоземлина и Анатолия Решетняка установила мировой рекорд в эстафете 4×800 м — 7.08. После такого результата Владимиру Малоземлину было присвоено звание мастера спорта международного класса.
В том же году стал чемпионом 7-й летней Спартакиады народов РСФСР.
В мае 1980 года на соревнованиях в беге на 1500 м установил национальный рекорд (3.35,4), входящий до настоящего времени в тройку лучших национальных результатов. К началу летней Олимпиады в Москве Владимир Малоземлин имел лучшее время сезона в мире, а за две недели до старта на стадионе в Лужниках он пробежал дистанцию за 3.37,0, при том, что победитель Олимпиады Себастьян Коэ впоследствии установил время лишь 3.38,4. Однако в результате изменения регламента допуска в финальную часть соревнований Малоземлин, бывший пятым в полуфинале, к розыгрышу медалей был не допущен.
11 июня 1981 года на соревнованиях в Киеве Владимир Малоземлин на дистанции 1000 метров со временем 2.16,0 установил рекорд СССР и России, продержавшийся 27 лет, и побитый лишь в 2008 году олимпийским чемпионом Юрием Борзаковским.
Завершив спортивную карьеру, Владимир Фёдорович принимал активное участие в спортивной жизни Тольятти. Организовывал спартакиаду для спортсменов-ветеранов пенсионного возраста, провёл множество мастер-классов по лёгкой атлетике. Является почётным председателем совета ветеранов спорта города Тольятти.

## Семья
Супруга Владимира Фёдоровича также связана со спортом, имеет звание мастера спорта. Четы воспитала четверых детей. Старший сын работал администратором гандбольного клуба «Лада».